# Österreichisch-Ungarische Nordpolexpedition

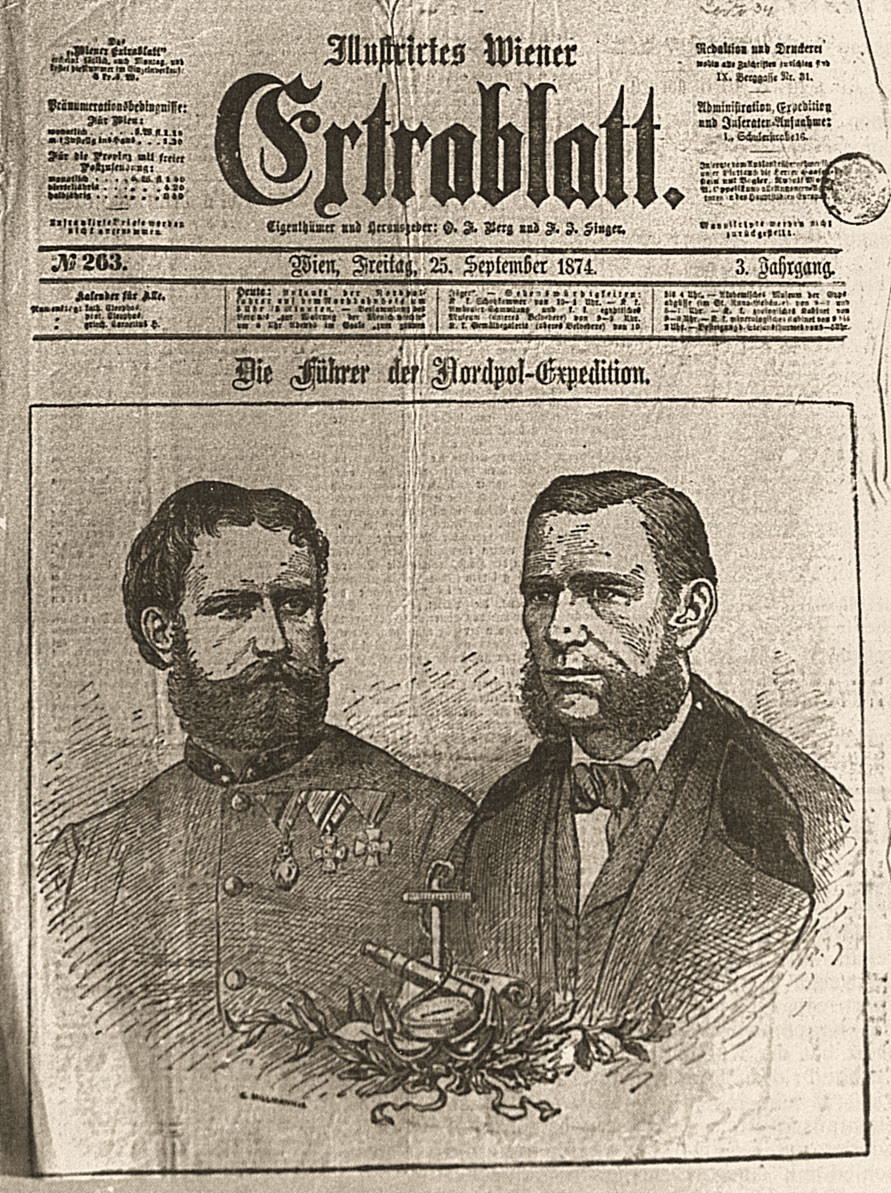
Julius von Payer (links) mit Carl Weyprecht auf der Titelseite des Illustrierten Wiener Extrablattes vom 25. September 1874

Die Österreichisch-Ungarische Nordpolarexpedition (von Julius Payer Österreich-Ungarische Nordpolexpedition und volkstümlich auch Payer-Weyprecht-Expedition genannt) startete 1872 unter der Leitung von Carl Weyprecht und Julius Payer und endete 1874. Sie wurde auf Initiative und mit finanzieller Förderung von Hans Graf Wilczek durchgeführt, um das Nördliche Eismeer näher zu erkunden. Zu den weiteren Finanziers gehörte Friedrich Schey von Koromla. Die Besatzung der Expedition wurde aus ganz Österreich-Ungarn rekrutiert, speziell aber aus Istrien und Dalmatien.

## Verlauf der Reise

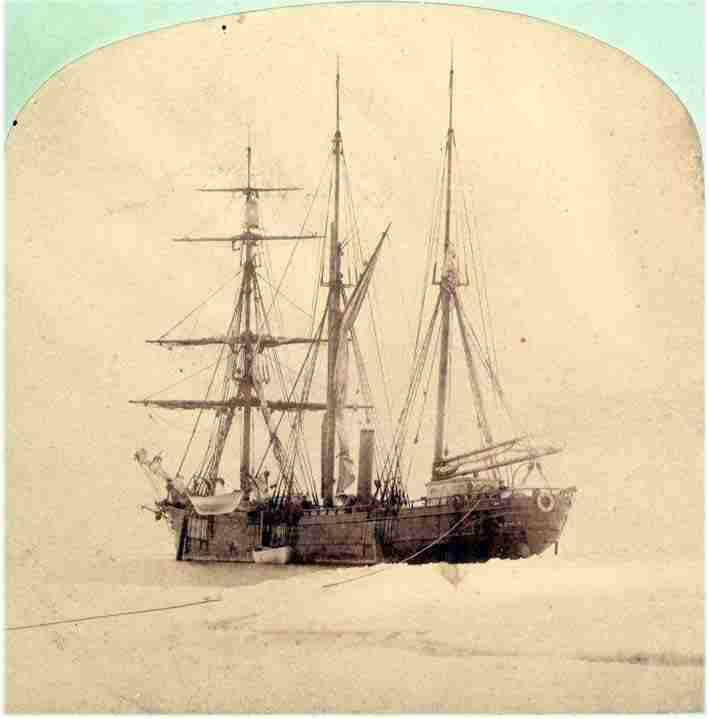
Die S/X Admiral Tegetthoff vom Eis besetzt

Das Expeditionsschiff Admiral Tegetthoff war ein Segelschiff mit Hilfsmotor und verließ mit einer 24-köpfigen Besatzung im Juli 1872 den norwegischen Hafen Tromsø. Ende August blieb es nördlich von Nowaja Semlja auf 79° 51′ im Eis stecken und wurde in bis dato nur Robbenjägern und Walfängern bekannte Polarregionen abgetrieben. Auf dieser Drift entdeckte die Expedition am 30. August 1873 die nur bei einigen norwegischen Fischern als Rønnbeck-Land bekannte Inselgruppe, die sie nach Kaiser Franz Joseph I. „Franz-Josef-Land“ benannte; die erste Insel, die die Expedition betrat, benannte sie nach ihrem Sponsor Graf Wilczek Wilczek-Insel. Die Forscher unternahmen auf der Inselgruppe zahlreiche Schlittenreisen und Expeditionen zu Fuß, um das Gebiet zu kartieren. Zwei Winter verbrachten die Expeditionsteilnehmer an Bord des eingeschlossenen Schiffes.
Im Frühjahr 1874 beschloss die Expeditionsleitung, das Schiff im Packeis zurückzulassen und weiter nördlich mobile Unterkünfte und kurzfristige Beobachtungsstationen zu errichten. Während die übrige Mannschaft an Bord ausharrte, machte sich Payer mit einigen Begleitern auf den Weg nach Norden, um den 82. Breitengrad zu erreichen und den fast 50 Jahre alten Rekord des britischen Polarforschers James Clark Ross zu brechen, denn zu diesem Zeitpunkt war noch nicht bekannt, dass Charles Francis Hall 1871 eine neue Bestmarke gesetzt hatte. Nach einem Marsch von 17 Tagen erreichten Payer und seine Begleiter Schiffsfähnrich Eduard Orel und Matrose Antonio Zaninovich am 12. April 1874 den nördlichsten Punkt des Archipels auf 81° 50′ nördlicher Breite und nannten ihn Kap Fligely. Dann hatten sie 300 km Rückweg zum Schiff zu bewältigen. Payer hat auf der Inselgruppe mehr als 800 km zurückgelegt.

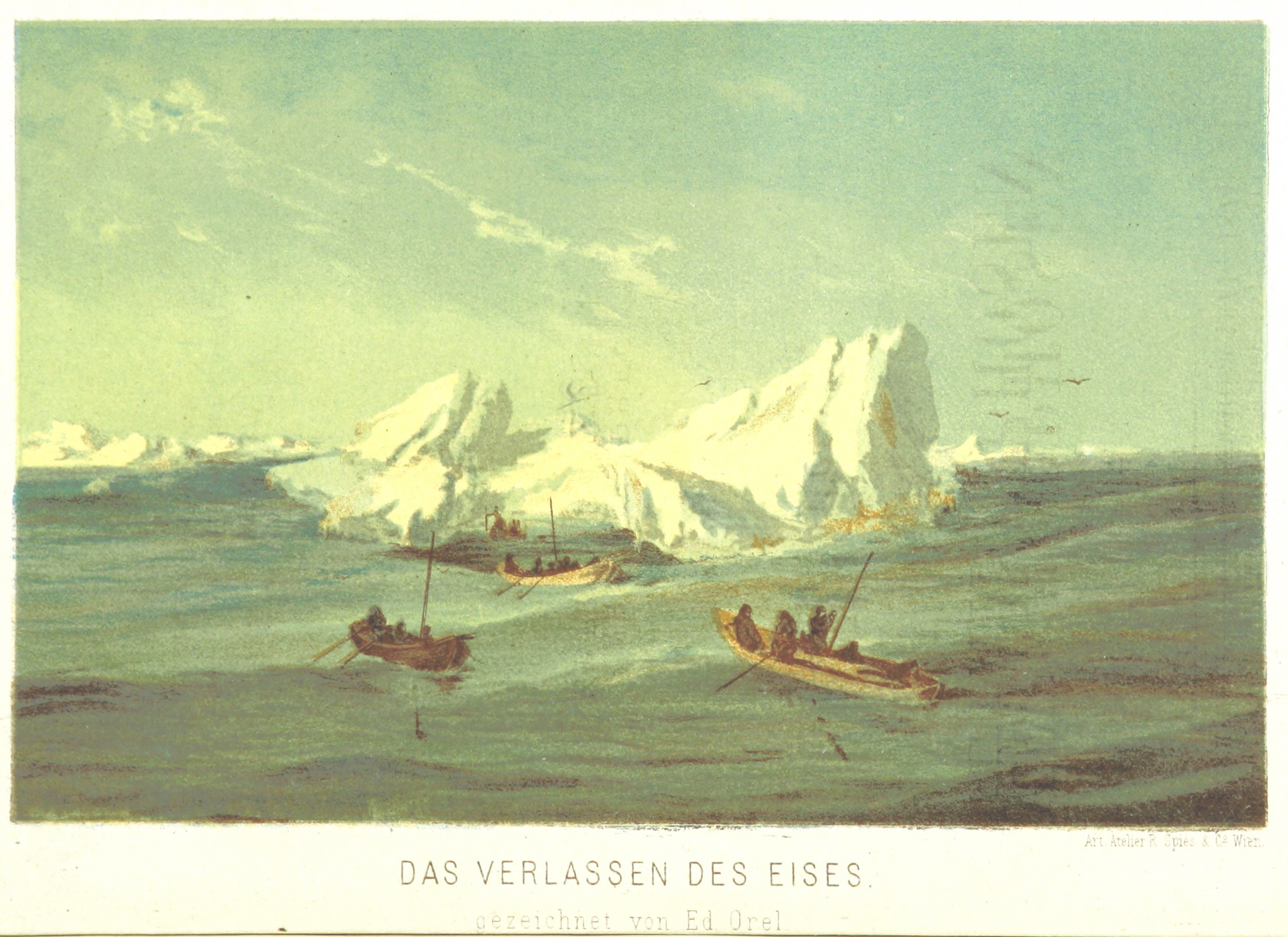
Das Verlassen des Eises (Eduard Orel)

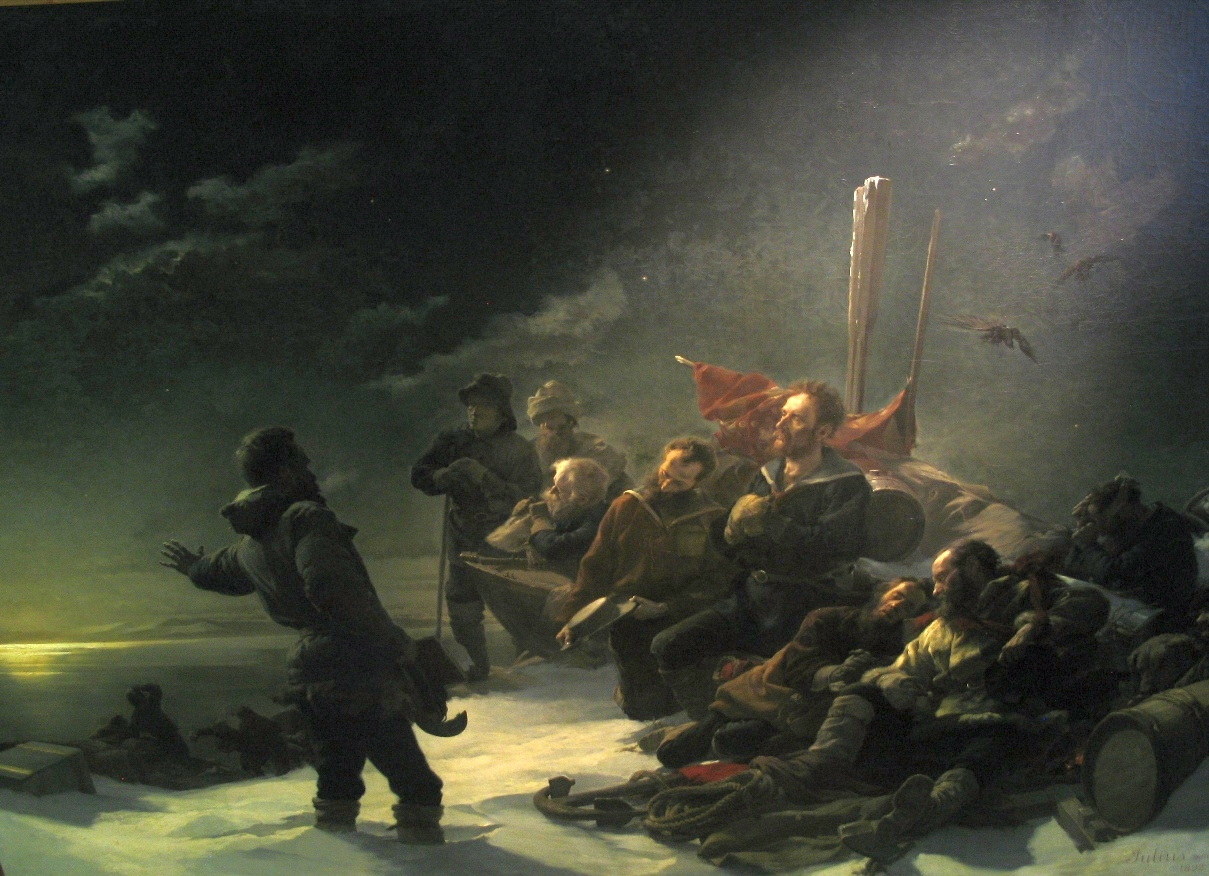
Julius Payer: Nie zurück! (Heeresgeschichtliches Museum Wien)

Wenige Tage nach Payers Rückkehr verließ die Expedition am 20. Mai die Tegetthoff und begann auf Schlitten und Booten den Rückweg über das Eis. Fünf der Boote wurden auf Schlitten verpackt. Alle Instrumente, alle Aufzeichnungen, die Weyprecht und seine Offiziere während des zweijährigen Aufenthaltes im Eis angefertigt hatten, wurden wasserdicht und stoßsicher verpackt. Die Schlitten wurden über die von unzähligen Blöcken, Höckern, Rissen und Spalten zerfurchte Eis- und Schneewildnis gezogen, um nach Wochen festzustellen, dass durch ungünstige Winde aus Süden eine Norddrift die Eismassen – und mit ihnen die ermattete Mannschaft – wieder zurückgetragen hatte. So befanden sie sich am 15. Juli fast wieder auf Höhe des verlassenen Schiffes und konnten dieses sogar sehen. Einige wollten in ihrer Panik und Verzweiflung wieder zurück an Bord, um mit dem Leben abzuschließen. Weyprecht schaffte es jedoch, die ausgelaugte, hungernde und demoralisierte Mannschaft mit der Bibel in der Hand zum rettenden Weitermarsch in Richtung Süden zu bewegen. Diese Szene hielt Payer später in dem monumentalen Ölgemälde Nie zurück!, welches sich heute im Heeresgeschichtlichen Museum in Wien befindet, fest.
Nach einem Monat Marsch in südlicher Richtung, die Eisdrift hörte in der Zwischenzeit auf, erreichte die Expedition am 14. August 1874 schließlich wieder das offene Meer. Dazu kam eine Portion Glück, denn die Eisgrenze war in diesem Jahr weit nach Norden gewandert. Nach sechs Tagen des Ruderns wurden sie von zwei russischen Transchonern, die an der Küste von Nowaja Semlja in der Mündung des Flusses Puchowaja mit Lachsfischerei und Rentierjagd beschäftigt waren, an Bord genommen und nach zähen Verhandlungen (die Fischer sollten drei Boote, zwei Lefaucheux-Gewehre und 1200 Silberrubel erhalten) von dem russischen Kapitän Fjodor Woronin mit dessen Schoner St. Nikolai zum norwegischen Hafen Vardø gebracht.
Am 25. September 1874 kam das Expeditionsteam, das durch Krankheit und Tod nur ein Mitglied, Otto Krisch, verloren hatte, in Wien auf dem Nordbahnhof an und wurde auf der Fahrt ins Stadtzentrum bejubelt: Nur Schritt für Schritt konnten die Wagen vorwärts aus dem Nordbahnhofe […] gelangen. […] Es ist nicht zu hoch gegriffen, wenn man annimmt, daß eine Viertelmillion Menschen an dem Empfange theilnahm.
Julius Payer wurde in der Folge von Kaiser Franz Joseph I. in den erblichen Adelsstand erhoben.

## Späte Ankunft der Flaschenpost
Carl Weyprecht schrieb 1874, als er die Mannschaft zum Durchhalten bewegte, eine Flaschenpost, in der er die Ereignisse beschrieb, und übergab sie auch zu diesem Zeitpunkt dem Meer. Diese Flasche wurde 104 Jahre später im Jahr 1978 von einem russischen Forscher, Wladimir Serow, auf der Insel Lamont im Franz-Josef-Land gefunden. Sie kam auf diplomatischem Weg im Jahr 1980 nach Wien und befindet sich heute im Besitz der Österreichischen Akademie der Wissenschaften.

## Bedeutung der Entdeckung

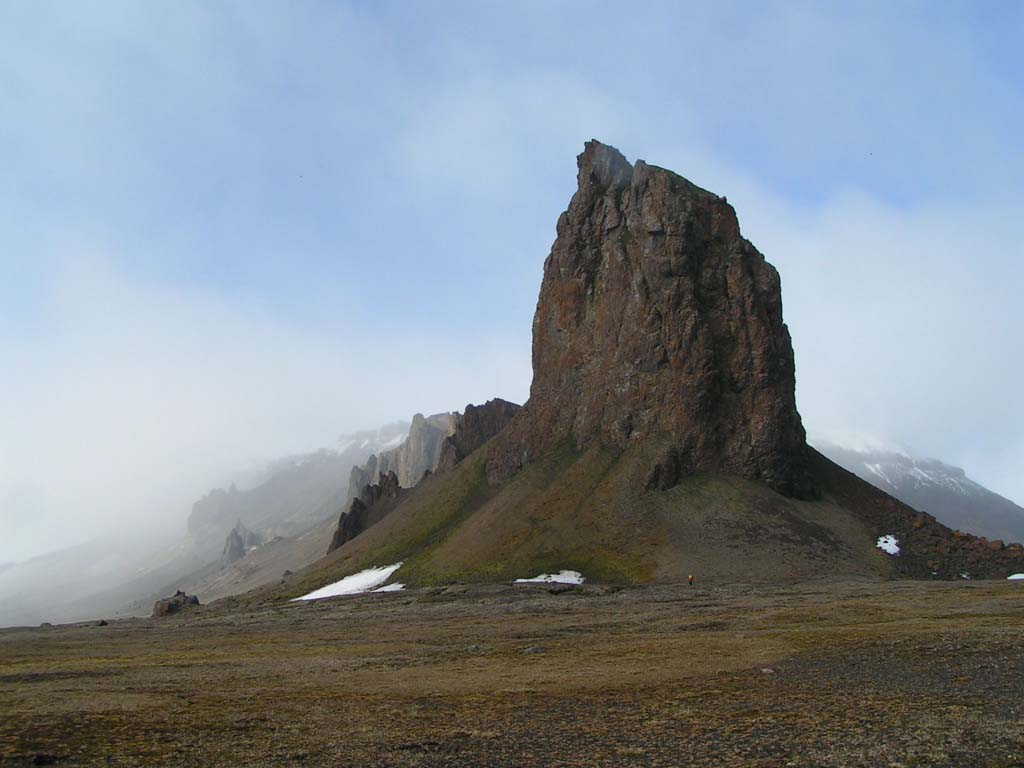
Kap Tegetthoff auf der von der Österreich-Ungarischen Nordpolexpedition entdeckten Hall-Insel

Die Landentdeckung und die Erfahrungen der Expedition waren ein wesentlicher Beitrag zur Polarforschung, besonders zur Entdeckung der Nordostpassage durch Adolf Erik Nordenskiöld. Sie gaben auch den Anstoß zu den Internationalen Polarjahren. Damit wurde der Weg vom sportlichen Wettlauf einzelner Expeditionen zu weltweiter wissenschaftlicher Zusammenarbeit bei der Erforschung der Polargebiete gewiesen.
Zudem hatten Payer/Weyprecht mit Kap Fligely den nördlichsten Punkt Eurasiens erstmals betreten und mit ihrer Expedition die Theorie vom eisfreien Nordpolarmeer widerlegt.
Die wissenschaftlichen Resultate der Nordpolexpedition (meteorologische, astronomische, geodätische, magnetische und Polarlichtbeobachtungen sowie zoologische Ergebnisse) wurden 1878 in einer Denkschrift der Akademie der Wissenschaften veröffentlicht. Darüber hinaus verfasste Julius Payer das Werk österreichisch-ungarische Nordpol-Expedition in den Jahren 1872–74, erschienen 1876, und schuf Gemälde, die einzigen, die je ein Polarforscher selbst von seiner Expedition gemalt hat. Das bekannteste ist das Bild Nie zurück!; es zeigt, wie die Expeditionsleiter nach Scheitern des ersten, äußerst mühsamen Rückmarschversuches die Matrosen davon abhielten zum verlassenen Schiff zurückzukehren und sie ermunterten stattdessen einen zweiten, schließlich erfolgreichen Versuch auf sich zu nehmen.
Die Expedition wurde seit damals bis in die heutige Zeit vielfach literarisch verarbeitet. Ein bekanntes Beispiel ist etwa der 1984 erschienene Reportageroman "Die Schrecken des Eises und der Finsternis" des österreichischen Schriftstellers Christoph Ransmayr, der eine Vielzahl der historischen Quellen der Expedition zusammenführt.

## Museale Rezeption
Im Marinesaal des Wiener Heeresgeschichtlichen Museums ist die Österreichisch-Ungarische Nordpolexpedition im Detail dokumentiert. Zu sehen sind u. a. zahlreiche Gemälde von Julius Payer, darunter das Monumentalgemälde Nie zurück, das die Dramatik der Situation widerspiegelt, als die Besatzung auf das im Eis eingeschlossene Schiff zurückwollte, was den sicheren Tod bedeutet hätte. Weiters sind Schiffsmodelle ausgestellt, die im Zusammenhang mit der Expedition stehen, und die berühmte „Schlange“ des Julius von Payer. Es handelt sich dabei um Reflexionen, die Payer kurz vor seinem Tod zu Papier brachte und die über sein Leben berichten. Die Zettel wurden später aneinandergeklebt und ergaben insgesamt 24 Rollen, die mit der Bezeichnung „Die Schlange“ versehen wurden. Mehrere Fotografien veranschaulichen zusätzlich das Geschehen.
Zum 150-jährigen Jubiläum der Expedition veranstaltete die Österreichische Akademie der Wissenschaften  eine Ausstellung unter dem Titel Land, Land, endlich Land!.

## Ehrungen
In Wien erinnern die Nordpolstraße (seit 1875) im 2. Bezirk Leopoldstadt, die Payergasse (seit 1876) und die Weyprechtgasse (seit 1875) im 16. Bezirk Ottakring sowie die Julius-Payer-Gasse im 22. Bezirk Donaustadt an die Expedition und ihre Leiter. An den Finanzier der Expedition, Hans Graf von Wilczek, erinnert seit 1932 die Wilczekgasse im 10. Bezirk Favoriten. Auch in Mödling bestehen eine Payergasse und eine Weyprechtgasse, nördlich davon das Gasthaus zum Nordpol. Im 14. Bezirk befindet sich auch die Vega-Payer-Weyprecht-Kaserne des Bundesheeres. In Graz gibt es eine Payer-Weyprecht-Straße.
Franz Magenschein beschilderte sein am Kaiserwasser, einem Donau-Altarm, gelegenes Wirtshaus, von dem aus man den Ruderern auf der Alten Donau zuschauen konnte, 1874 zu Ehren der Polarforscher Franz-Josef-Land; 1876 wurde auch der umliegende, heute nicht mehr bestehende Auwald an der Kagraner Reichsstraße (der heutigen Wagramer Straße), in dem das Wirtshaus zum Nordpol lag, so benannt und entwickelte sich zu einem „kleinen Prater“.
Beeindruckt von der Expedition komponierte Eduard Strauß 1875 den Weyprecht-Payer-Marsch (Opus 120).
Auch in Wiener Neustadt gibt es eine Weyprechtgasse und eine quer dazu verlaufende Krischgasse.
In Mödling nehmen ebenfalls mehrere Straßenbezeichnungen in einem 1875 entwickeltem Gebiet Schöffelstadt auf die Expedition Bezug: die Weyprechtgasse, die Payergasse, damals auch eine Nordpolgasse, worauf sich das heute unter diesem Namen bestehende Gasthaus Nordpol bezieht.
Die beiden im Rahmen der Mars2013 Feldsimulation errichteten Feldlager wurden „Camp Weyprecht“ und „Station Payer“ benannt.

## Weiteres
Die Mannschaft der Expedition wurde mit speziell angefertigten Waffen aus Stahlbronze ausgestattet. Man wollte Störungen von nautischen Instrumenten vermeiden. Das von Franz von Uchatius erfunde Material galt als Hochtechnologieprodukt und Erfindung von hohem Prestige.

## Film
- Die Eisfalle – Die arktische Odyssee der Tegetthoff. Elisabeth Guggenberger (Buch), Helmut Voitl (Regie). Doku-Drama. 3sat, 2003.